# Metiochodes fulvus
Metiochodes fulvus är en insektsart som beskrevs av Lucien Chopard 1940. Metiochodes fulvus ingår i släktet Metiochodes och familjen syrsor. Inga underarter finns listade i Catalogue of Life.